# Overtuigingstechniek
Overtuigingstechniek is het beïnvloeden van het onbewust denken door middel van verschillende technieken. Deze vorm van beïnvloeden wordt gebruikt in de politiek en marketing, maar ook bijvoorbeeld in de militaire dienst en de zorg. Door met verschillende technieken zoals overtuigen of de sociale invloed die een product kan hebben, kan ervoor gezorgd worden dat het doel of de doelgroep anders gaat denken en hierdoor ook het handelen verandert.

## Methodes
De methodes die voorkomen in het Persuasive Design zijn onder andere:
WederkerigheidVerlangen naar waardering. De klant ontvangt in ruil voor het kopen van het product waardering van het bedrijf. Hierdoor verdwijnt er een zekere barrière tussen het bedrijf en de klant en wordt de relatie meer als ‘menselijk’ ervaren.
UrgentieHet onbewust verlangen naar het snel willen hebben van een product. Een goed voorbeeld hiervan is de welbekende “voor 17:00 besteld, morgen in huis”-zin. Op deze manier krijgt men sneller de neiging een product aan te schaffen dan er wat langer op te wachten.
VerplichtingHet verplicht voelen van een dienst. Bij het regelmatig kopen van een product of het regelmatig stemmen op een politieke partij, wordt er bij de klant of kiezer het gevoel opgewekt dat het verplicht wordt om bij het bedrijf een product te verkopen of op een politieke partij te blijven stemmen.
Sociaal bewijsMen doet datgene waarbij andere hen al voor zijn geweest. Dit wekt het gevoel op dat er op sociaal vlak iets te bewijzen is, door het product ook te hebben, of door net zo goed te presteren als de voorgaande personen.